# Lycaeides ismenides
Lycaeides ismenides är en fjärilsart som beskrevs av Rudolf Rangnow 1935. Lycaeides ismenides ingår i släktet Lycaeides och familjen juvelvingar. Inga underarter finns listade i Catalogue of Life.